# Ceratopogon laricis
Ceratopogon laricis är en tvåvingeart som beskrevs av Remm 1974. Ceratopogon laricis ingår i släktet Ceratopogon och familjen svidknott. Inga underarter finns listade i Catalogue of Life.